# Рік балад
Рік балад (нім. Balladenjahr) — назва 1797 року в німецький літературі, протягом якого відбулося творче змагання Йоганна Вольфганга Гете і Фрідріха Шиллера у написанні балад.
Внаслідок дружнього змагання доробок Фрідріха Шиллера, який доти не звертався до жанру балади, поповнився драматизованими творами з динамічною дією та стрімкою розв’язкою: «Рукавичка», «Чаша», «Полікратів перстень». Йоганн Вольфганг Гете написав низку балад із похмурим колоритом («Коринтська наречена», «Шукач скарбів», «Учень чаклуна»).

## Балади Гете і Шиллера 1797 року
Балади Гете:
- «Новий Павсіс і його квіткарка» (нім. «Der neue Pausias und sein Blumenmädchen»)
- «Учень чаклуна» (нім. «Der Zauberlehrling»)
- «Шукач скарбів» (нім. Der Schatzgräber)
- «Коринтська наречена» (нім. Die Braut von Korinth)
- «Бог і Баядера» (нім. Der Gott und die Bajadere)
- «Легенда» (нім. Legende)

Балади Шиллера:
- «Нурець» (нім. «Der Taucher»)
- «Рукавичка» (нім. «Der Handschuh»)
- «Шлях до ковальні» (нім. «Der Gang nach dem Eisenhammer»)
- «Полікратів перстень» (нім. «Der Ring des Polykrates»)
- «Лицар Тогенбург»«» (нім. «Ritter Toggenburg»)
- «Івікові журавлі» (нім. «Die Kraniche des Ibykus»)

Балади Гете і Шиллера 1797 року були вперше опубліковані в «Альманасі муз» за 1798 рік.